# Église Saint-Memmie de Cousances-les-Forges
L'église Saint-Memmie de Cousances-les-Forges est un édifice religieux édifié sur la commune de Cousances-les-Forges dans le département de la Meuse en région Grand Est.

## Histoire
L'église est dédiée à Memmie de Châlons.
Elle a trois périodes de construction : XIIe siècle, XVIe siècle et XIXe siècle. Le 13 mars 2016, l’église est inaugurée après plusieurs mois de travaux et célébrée par l’évêque de Verdun, Jean-Paul Gusching.

## Architecture et mobilier
Elle dispose d'un autel latéral sud, un retable et une statue de saint Sébastien, un autel latéral nord ainsi qu'un retable de la Vierge (sans la statue en plâtre de la Vierge), et de la statue Sainte-Memmie.

### Orgue de tribune(d)
L'orgue de tribune est classé monument historique depuis le 7 août 1987, le facteur d'orgue est Aristide Cavaillé-Coll et il fut agrandi en 1942 par Louis Georgel.